# Pavel Staněk (skladatel)
Pavel Staněk (3. června 1927 Praha – 5. března 2025 Ostrava) byl český hudební skladatel, dirigent a sbormistr.  

## Život
Pavel Staněk se narodil 3. června 1927 v Praze v rodině poštovního úředníka a učitelky. Když mu bylo deset let, přišel při dopravní nehodě o otce, jenž ho učil hrát na housle. To na čas jeho cestu k hudbě přerušilo. Vyrůstal s matkou a mladší sestrou a v závěrečné fázi protektorátu byl totálně nasazen. Po roce 1945 absolvoval reálné gymnázium a posléze pražskou konzervatoř, obor kontrabas. Protože jako absolvent gymnázia nemusel navštěvovat obecně vzdělávací předměty, nastoupil už jako konzervatorista v roce 1950 do Československého souboru písní a tanců. Po absolvování konzervatoře dostal v roce 1951 zde nabídku stát se sbormistrem a to ukončilo jeho kariéru basisty. V roce 1954 působil v rámci vojenské služby jako dirigent Uměleckého souboru Ministerstva vnitra, odkud byl po roce převelen k Hudbě hradní stráže. Zavedl v ní saxofonovou sekci, začal využívat koncertní zpěváky, do repertoáru se dostaly i operetní a operní árie a orchestr se stal jednou z nejlepších vojenských hudeb v Československu. Z politických důvodů byl propuštěn v roce 1961. Následně získal v konkursu místo dirigenta v tehdy hudebním Divadle na Fidlovačce a paralelně se stal sbormistrem pěveckého sboru ČKD Praha. 
Předělem v jeho životě byl rok 1963, kdy se stal šéfem obnoveného Ostravského rozhlasového orchestru (ORO), kde se mu podařilo v krátké době sestavit z nejlepších místních hudebníků mimořádně kvalitní těleso. Obvyklý repertoár rozhlasových orchestrů populární hudby rozšířil o náročnější a složitější formy, využívající nově prvky elektronické hudby, například ve skladbách Snění sličné zahradnice, Ostrov kormoránů atd. 
Psal rovněž divadelní a televizní hudbu (muzikál Ženich pro kočku pro Tylovo divadlo v Plzni, hudbu k inscenaci Smutek sluší Elektře v ostravském divadle či pro televizní seriál Dispečer a děvčátko z kolonie. Většinu svých skladeb napsal v době svého působení v rozhlase. Cca 150 z nich vyšlo po roce 1990 v osmi zahraničních nakladatelstvích, především v Rundel Musikverlag, SRN. 
Nejvýznamnější tvůrčí období nastalo po odchodu do důchodu v roce 1990. Staněk se začal intenzivně věnovat náročným skladbám jednak komorním (Tři věty pro violu a klavír, Dechový kvintet), pro velké dechové orchestry (Kolumbus – velká cesta 1492, Adagio a presto con fuoco pro velký dechový orchestr, Česká taneční suita). Jeho díla byla zařazována jako povinné skladby v mezinárodních soutěžích, kam byl zván do porot. Věnoval se také sborové tvorbě (Dobrá voda), v části jeho tvorby se promítal vliv moravské lidové hudby (Moravská suita, Moravské imprese pro dechové orchestry, Moravské teskno I. a II. pro ženský sbor a capella). 
S postupující ztrátou zraku v posledních letech se věnoval menším formám, sborové tvorbě a úpravám lidových písní. Před celkovým oslepnutím dokončil dvě mše, Missu lyricu (s komorní dechovou harmonií) a Missu simplicis a capella. Následně psal i úpravy lidových písní pro sbor a drobné skladby pro klavírní školu. Profilová CD tvorby pro dechové orchestry nahrály Holandský královský orchestr v Haagu (The Music of Pavel Staněk) a Ústřední hudba české armády (vydal Clarton 1994, 1995). V Pantonu vyšlo LP Snění sličné zahradnice.